# اکش جکسون (فیلم ۱۹۸۸)
اکش جکسون (به انگلیسی: Action Jackson) فیلم تلویزیونی محصول سال ۱۹۸۸ و به کارگردانی کریگ آر بکسلی است. در این فیلم بازیگرانی همچون کارل ویترز، کریگ تی. نلسن، ونتی، شارون استون، توماس ویلسون، بیل دوک، رابرت داوی، آرملیا مک‌کوئین، کورنبرگ آرون براون، دنیس هایدن، دیوید گلن آیزلی، نیکولاس ورث، برانزکومب ریچموند، میگوئل ای. نونیز جونیور، ال لئونگ، اد اوراس، ماری الن ترینور و سانی لاندهام ایفای نقش کرده‌اند.